# 高酸化硫黄
 高酸化硫黄（英: Higher sulfur oxides）とは、化学式でSO3+xにおいてxが0から1の間で表される化学化合物である。この化合物にはペルオキソ(O-O)基や硫黄の酸化状態がSO3のように+6であるものを含んでいる。
単量体の SO4は低温(78K以下で)単離することができる。SO3と元素状の酸素の反応やSO3-オゾン 混合物の光分解によってである。構造は下記のとおりである。

無色の高分子凝縮物がガス状のSO3やSO2とO2の無声放電反応で形成される。ポリマー構造はβ-SO3に基づいており、1/3の固形SO3と酸素(-O-)との結合が不規則に過酸化(-O-O-)結合に置き換わる。この様にこれらの化合物は不定比である。